# Thryssa vitrirostris
Thryssa vitrirostris is een straalvinnige vis uit de familie van de ansjovissen (Engraulidae) en behoort derhalve tot de orde van haringachtigen (Clupeiformes). De vis kan een lengte bereiken van 20 centimeter. 

## Leefomgeving
De soort komt in zeewater en brak water voor. De vis prefereert een tropisch klimaat en leeft hoofdzakelijk in de Indische Oceaan.

## Relatie tot de mens
Thryssa vitrirostris is voor de visserij van beperkt commercieel belang. In de hengelsport wordt er weinig op de vis gejaagd. 